# Hartmut Schade

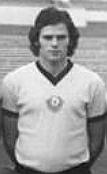
Hartmut Schade (1976)

Hartmut Schade (* 13. November 1954 in Radeberg) war Fußballspieler mit Dynamo Dresden in der DDR-Oberliga, der höchsten Fußballklasse des ostdeutschen Fußballverbandes. Er ist vierfacher DDR-Fußballmeister und gewann dreimal den FDGB-Fußballpokal. Er spielte 31-mal für die DDR-Nationalmannschaft und ist olympischer Goldmedaillengewinner von 1976. Nach seiner aktiven Zeit arbeitete Schade als Fußballtrainer. Er ist Ehrenspielführer bei Dynamo Dresden.

## Fußballspieler
Mit zehn Jahren begann Schade in der heimatlichen BSG Robotron Radeberg unter seinem Vater als Trainer organisiert Fußball zu spielen. Mit 14 Jahren wurde er 1969 zum regionalen Fußballschwerpunkt Dynamo Dresden delegiert. Mit Dynamos Juniorenmannschaft wurde er 1972 DDR-Meister. Vorher hatte Schade bereits seine ersten Spiele mit der Junioren-Nationalmannschaft bestritten. Sein erstes Junioren-Länderspiel war die Begegnung DDR – Polen (2:0) am 1. April 1972. Er wurde im zentralen Mittelfeld eingesetzt und erzielte das 1:0. Bis 1973 absolvierte Schade insgesamt 26 Junioren-Länderspiele, in denen er als Mittelfeldspieler sechs Tore erzielte. Zeitweise war er Mannschaftskapitän. 1973 belegte er mit der Juniorenauswahl Platz zwei im UEFA-Jugendturnier. Anschließend wurde er nahtlos in die Nachwuchs-Nationalmannschaft übernommen, mit der er sechs Länderspiele bestritt (1 Tor).
Am 31. März 1973 kam Schade zum ersten Mal in der Oberliga zum Einsatz. Im Spiel der 15. Meisterschaftsrunde 1972/73 Dynamo Dresden – 1. FC Union Berlin wurde er in der 80. Minute für den Stürmer Gert Heidler eingewechselt. Es blieb sein einziges Spiel in dieser Oberligasaison, er gehörte damit aber zur Meistermannschaft des Jahres 1973. Häufiger kam er 1972/73 in der zweiten Vertretung der Dresdner Dynamos in der Liga zum Einsatz (9 Spiele/2 Tore). Bereits in der Spielzeit 1973/74 hatte sich Schade mit 23 Punktspielen einen Stammplatz in der Oberligamannschaft erobert. Nach einem Rückschlag 1974/75 mit nur acht Oberligaspielen gehörte der 1,80 m große Schade von der Saison 1975/76 an für fünf Jahre zum Stammpersonal der Dresdner und spielte regelmäßig auf einer Mittelfeldposition. In dieser Zeit gewann er mit Dynamo Dresden 1976, 1977 und 1978 weitere drei DDR-Meistertitel und 1977 den DDR-Fußballpokal, den er auch noch zwei weitere Male 1982 und 1984 erobern konnte.
Mit seinen guten Leistungen bei Dynamo empfahl sich Schade auch für die A-Nationalmannschaft. Zu seinem ersten A-Länderspiel kam er am 12. Oktober 1975 im Qualifikationsspiel für die Europameisterschaft DDR – Frankreich (2:1). Er wurde im zentralen Mittelfeld eingesetzt, eine Position, auf der zuletzt mit mehreren Spielern experimentiert worden war. Auch Schade war hier zunächst nicht gesetzt, sondern gehörte erst ab Mitte 1976 zum Stammkader der Nationalmannschaft. Schließlich kam er bis Anfang 1980 auf 31 A-Länderspiele. Ohne die Partien im Rahmen des olympischen Fußballturniers sind für Schade 28 Länderspiele notiert. Zwischen 1975 und 1976 gehörte Schade auch zum Aufgebot der Fußballolympiaauswahl der DDR. Mit ihr bestritt er zwei Qualifikationsspiele und vier Spiele während des olympischen Turniers in Kanada. Er stand auch in der Mannschaft, die am 31. Juli 1976 mit einem 3:1-Sieg über Polen die Goldmedaille gewann. Schade hatte mit dem 1:0 den Grundstein für diesen Sieg gelegt. Für diesen Erfolg wurde er mit dem Vaterländischen Verdienstorden in Silber ausgezeichnet.
Am 15. Spieltag der Oberligasaison 1979/80 erlitt Schade eine schwere Verletzung, nach der er bis zum Sommer 1981 nicht mehr in der Oberliga spielen konnte. In dieser Zeit beendete er sein Studium zum Diplomsportlehrer. Die Saison 1981/82 war die letzte Spielzeit, in der Schade noch einmal voll zum Einsatz kam. In den beiden folgenden Spielzeiten bestritt er nur 15 bzw. 16 Oberligaspiele, und nach Abschluss der Saison 1983/84 beendete er seine Laufbahn als aktiver Fußballspieler. Innerhalb von elf Jahren hatte Schade für Dynamo Dresden 198 Oberligaspiele mit 34 Toren absolviert, hinzu kamen noch 35 Europapokalspiele mit fünf Toren sowie diverse nationale Pokalspiele.

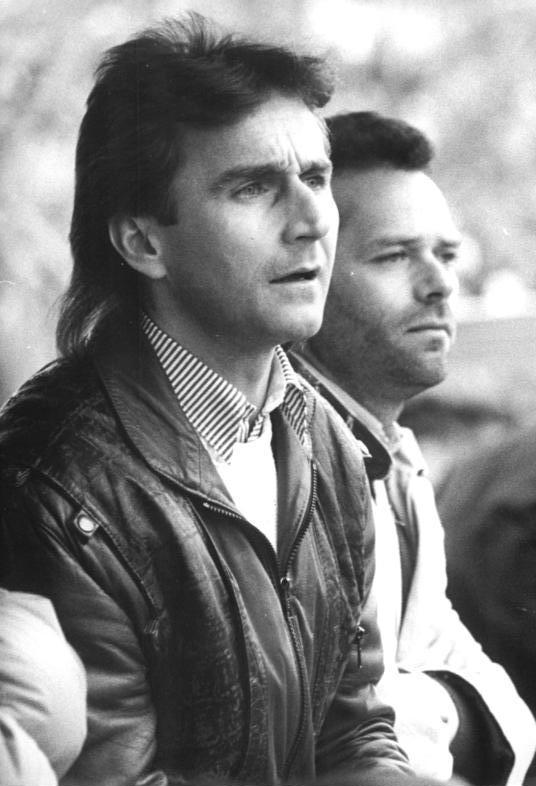
Hartmut Schade (rechts) neben Reinhard Häfner 1990 Trainer von Dynamo Dresden

## Fußballtrainer
Nach Ende seiner aktiven Laufbahn wurde Schade zunächst Reha-Trainer bei Dynamo Dresden, 1990 dann Co-Trainer unter Reinhard Häfner. Beide wurden trotz gelungener Qualifikation für die Fußball-Bundesliga am 3. Juni 1991 beurlaubt. Schade war daraufhin zunächst für einige Jahre in der Immobilienbranche tätig, ehe er von 1996 bis 1998 als Cheftrainer zu Dynamo Dresden in der Regionalliga Nordost zurückkehrte. Von 1999 bis März 2001 trainierte Schade die Amateure des TSV 1860 München.